# Miroslav Horníček
Miroslav Horníček (10. listopadu 1918 Plzeň – 15. února 2003 Liberec) byl český herec, spisovatel, dramatik, režisér, výtvarník, fotograf, glosátor a divadelní teoretik. Jeho strýcem (z 2. kolene) byl herec Emil Bolek.

## Životopis

### Začátky
Narodil se v Karlově ulici čp. 36, do rodiny úředníka Bedřicha Horníčka (* 19. května 1888) a Marie, rozené Lindauerové (* 7. září 1889). Rodiče byli oddáni 22. listopadu 1917.
K divadlu se dostal na plzeňské reálce na Mikulášském náměstí, kde chodil do ochotnického spolku a se spolužáky založil Studentský avantgardní kolektiv. Po vystudování gymnázia byl krátce zaměstnán jako technická síla ve Škodovce. Posléze se stal úředníkem v plzeňské Městské nemocnici. V roce 1941 přijal angažmá v Městském divadle v Plzni, brzy po válce odešel do Prahy. Nejprve hrál v Divadle Větrník, o rok později nastoupil k bratrům Oldřichu a Lubomíru Lipským do Divadla satiry. Poté hrál šest let na scéně Národního divadla. Dne 8. března 1948 se v Praze oženil s Alžbětou, rozenou Šumberovou (11. září 1924 Liptovský Mikuláš – 7. září 1999 Liberec). 
V roce 1955 se stal partnerem Jana Wericha v Divadle ABC poté, co Jiří Voskovec v roce 1948 emigroval do Spojených států amerických. S Werichem hrál šest let, například ve hrách Těžká Barbora nebo Husaři.
Po Werichově odchodu roku 1961 vytvořil podobnou dvojici s Milošem Kopeckým. Nehráli však spolu dlouho. Už v roce 1962 se stal na dva roky členem Hudebního divadla v Karlíně a záhy i Divadla Semafor, kde účinkoval například ve hře Člověk z půdy. Působil i v Městských divadlech pražských, velmi známé a značně populární byly jeho Hovory přes rampu, kde přímo z divadelní rampy odpovídal na živé dotazy diváků kladené z hlediště a tak neformálně besedoval s publikem.
Hrál také ve filmech. Ztvárnil hlavní role ve filmech Táto, sežeň štěně! a Kam čert nemůže a v televizním seriálu Byli jednou dva písaři, dále několik vedlejších rolí v mnoha dalších filmech, z nichž nejznámější je role Krásného prince ve filmové pohádce Byl jednou jeden král. V roce 1965 si zahrál v komediálním snímku z produkce východoněmecké Defy Bez pasu v cizích postelích. Známé je také jeho působení v roli moderátora filmového zpravodajství z Mezinárodního filmového festivalu v Karlových Varech.
V roce 1966 byl zvolen králem Pražského a Plzeňského Majálesu. V roce 1968 byl jmenován zasloužilým umělcem.

### Montreal a Kinoautomat
V roce 1967 se účastnil avantgardního projektu Kinoautomat autorů Radúze Činčery, scenáristy Pavla Juráčka a režisérů Jána Roháče a Vladimíra Svitáčka na světové výstavě EXPO 67 v Montrealu. Horníček působil v roli průvodce filmovým představením, které se v určitých dramatických momentech větvilo. Samo publikum rozhodovalo, jak bude děj pokračovat. Zajímavostí je, že on sám neuměl vůbec anglicky. Text měl foneticky odposlouchaný a naučený. Tehdejší novinka vzbudila značný ohlas a po celou dobu výstavy byla představení beznadějně vyprodaná, jednalo se o první případ tzv. interaktivního filmu na světě.
Z tohoto pobytu vytěžil knihu fejetonů Javorové listy, uveřejňovaných původně v Literárních novinách.

### Hovory H
Po návratu z Montrealu se společně s režisérem Vladimírem Svitáčkem pustili do televizního projektu, který mu přinesl obrovskou popularitu. Scéna byla jednoduchá. Uprostřed publika byl stolek, u kterého seděl nad lahví červeného vína Horníček se svým hostem. Promlouval s takovými osobnostmi, jako byli mj. Jan Werich, Jan Pivec, Jiří Sovák, Július Satinský a Milan Lasica. Do svých rozhovorů vkládal inteligentní humor, který oslovuje mnohé diváky i dnes. V roce 2004 vyšla v reedici kniha Hovory H. Pořad se vysílal v letech 1969–1971, celkem bylo natočeno 28 dílů, ale televize odvysílala pouze 25, s nástupem normalizace byl však zrušen. Dochovaly se z něj vzácné televizní záznamy, pořad vyšel i na gramofonových deskách firmy Supraphon, později i na CD. Roku 1990 bylo natočeno ještě sedmnáct dílů pořadu, ale s pozměněným názvem Hovory H ještě po dvaceti letech.

### Trojhlas
V době tzv. přestavby (1984–1985) vytvořili spolu s Vladimírem Preclíkem a Iljou Hurníkem několikadílný televizní seriál Československé televize formou kulatého stolu a diskuzního pořadu, nazvaný "Trojhlas", který vedl rovněž k vydání stejnojmenné knihy (1986).

### Byli jednou dva písaři
Jeho dalším velkým televizním projektem byl desetidílný seriál Byli jednou dva písaři, dokončený v roce 1972. Na jeho tvorbě se sešla tehdejší umělecká elita. Režisér Divadla Semafor Ján Roháč, scenárista Jaroslav Dietl a herci v čele s dvojicí Sovák, Horníček. Dílem prostupuje jemný humor, nadhled a pohoda.
Seriál měl však pro něj tragický dopad. V půli natáčení, přímo v jeho dějišti, tragicky zemřel jeho jediný syn Jan (1950–1972), student dokumentaristiky na pražské FAMU, kterého si pozval na natáčení. Seriál byl přesto dokončen a na výsledku díla to nebylo znát.

## Filmografie

### Film
- 1959 Kam čert nemůže – role: MUDr. RNDr. František „Faust“
- 1964 Táto, sežeň štěně! – role: redaktor Hlavsa, tatínek

### Televize
- 1972 Věra – nevěra (TV filmová komedie) – role: Karel Bartůněk, scénář napsal Jiří Sovák spolu s Miroslavem Horníčkem
- 1973 Byli jednou dva písaři (TV seriál) – hlavní role: písař Justin Roman Cyril Pécuchet

## Horníček jako spisovatel
Jako prvotina mu vyšla kniha Dobře utajené housle, potom již zmíněné Javorové listy. V sedmdesátých letech vyšly jeho knihy Hovory, Listy z Provence (vyjadřuje lásku k Francii), Jablko je vinno a Chvála pohybu. V dalších letech i Julius a Albert, Klaunovy rozpravy, Hovory s Janem Werichem, Chvalozpěvy, Saze na hrušce a povídky Pětatřicet skvělých průvanů nebo S paní ve spaní. Některé z těchto knih vyšly i ve zvukové formě, jednalo se o autorská čtení či autorské dramatizace zaznamenané na gramofonových deskách firmy Supraphon.
Napsal také řadu divadelních her, například: Tvrďák aneb Albert, Julius a tma, Rozhodně nesprávné okno, Dva muži v šachu (vystupoval v ní v Divadle ABC ve Vodičkově ulici v Praze), Tři Alberti a slečna Matylda, Můj strýček kauboj aneb Rodeo, Slaměný klobouk, Setkání s Veronikou, Muž jménem Juan.

## Výtvarník a duchovní otec
Stal se autorem mnoha surrealistických koláží. Poslední výstava za života byla Dobře utajené koláže v Praze roku 2002.
Byl také duchovním otcem mnoha kulturních událostí a počinů. Spolupracoval s Jiřím Suchým a Jiřím Šlitrem (které dokonce seznámil) i v „předsemaforské“ době (například představení Člověk z půdy). Další partneři: Miloš Kopecký (Tvrďák – spoluautoři i protagonisté), Tomáš Sláma, Igor Šebo, Pavel Bobek, Pavel Dostál (napsali spolu divadelní hru Dva na smetišti). Spolupracoval též s folkovou skupinou Český skiffle pana Jiřího Traxlera, objevil se i na LP desce firmy Supraphon Staropražské hrací strojky. Supraphon vydával také jeho interpretace textů jiných autorů – např. Jerome Klapka Jerome Tři muži ve člunu nebo Ota Pavel Smrt krásných srnců.
Ještě v roce 1996 vystupoval na podvečerech v Divadle Kolowrat (předvánoční setkání), které pořádalo Masarykovo demokratické hnutí.

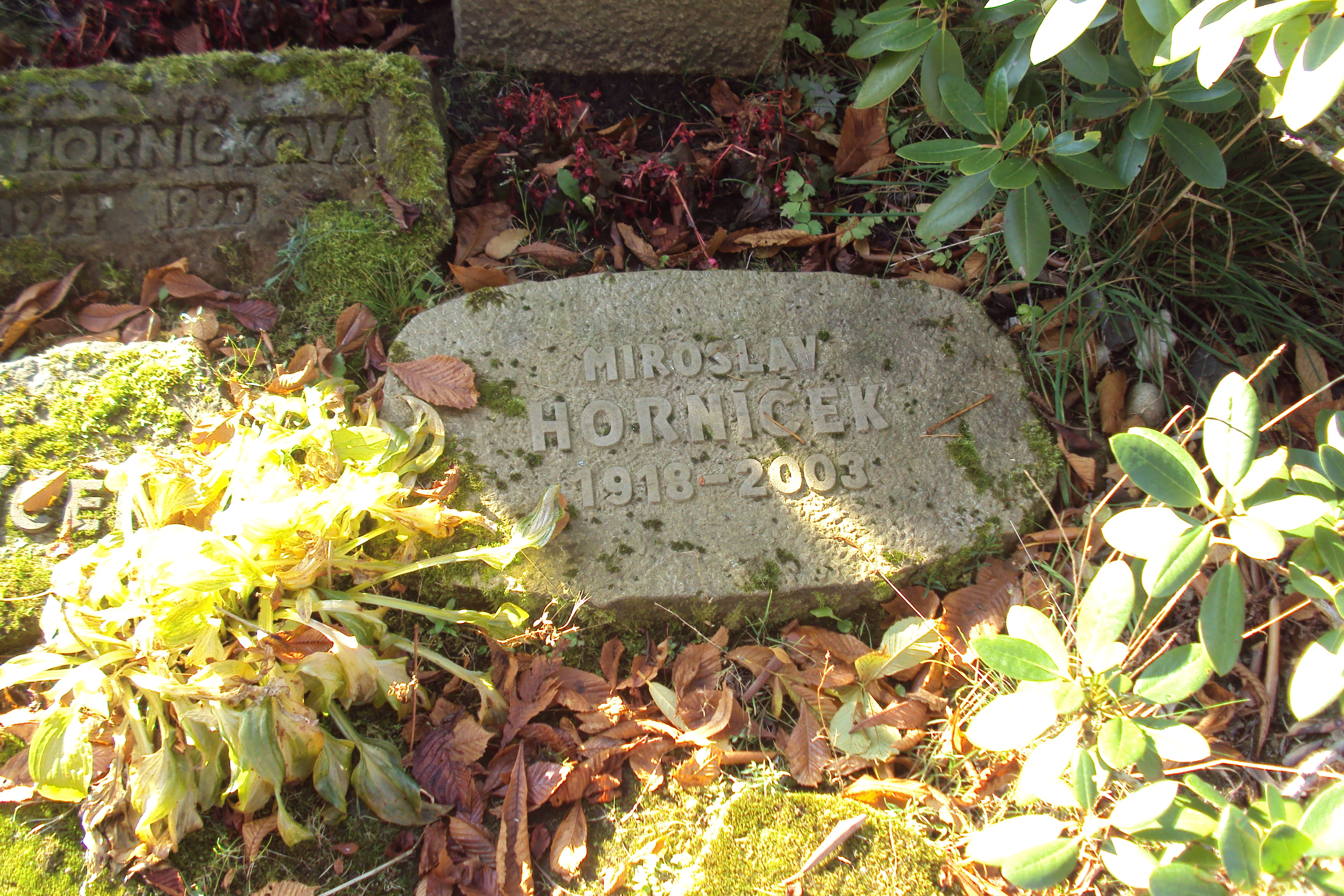
Deska na hrobu, hřbitov v Kytlicích

V Praze bydlel na Vinohradech v Hradešínské ulici č. 1891/70. Zemřel v Liberci a je pochován v Kytlicích u Nového Boru.
Manželkou byla tanečnice Běla Šumberová-Horníčková. Narodila se 11.9.1924 v Liptovském Mikuláši, zemřela 7.9.1999 v Liberci.

## Horníček a západní Čechy
Od 10. listopadu 1998 se stal Čestným občanem města Plzně. 
V Plzni v budově kulturního domu Inwest (původně Dům kultury ROH) bylo na jeho počest od roku 2000 pojmenováno Horníčkovo divadlo. Byla zde 10. listopadu 2003 odhalena pamětní deska. Kulturní dům Inwest byl i s divadlem v roce 2012 zbourán.
Jezdil také do Mariánských Lázní za svými přáteli a pobýval zde v hotelu Svoboda. Napsal také Vyznání Mariánským Lázním v červnu a červnu v Mariánských Lázních a v roce 1986 při příležitosti slavnostního otevření Zpívající fontány vytvořil podobný dopis pro ni.

## Ocenění
- Medaile Za zásluhy , II. stupně (2000)

## Knihy
Soupis viz katalog NKC Národní knihovny ČR
- A co ženy, pane dvorní rado?: Rozhovor J. P. Eckermanna s J. W. Goethem mimo pozemský čas o ženách času pozemského (divadelní hra) Praha, Dilia, 1987
- Dobrý den, socho! Praha, Orbis, 1977
- Dobře utajené housle Praha, Motto, 1965, další vydání až do – 2003
- Dva muži v šachu: Odehrává se někde v Itálii, někdy v osmnáctém století (divadelní hra) Praha, Dilia, 1974
- Hovory: (1968-1969) Praha, Motto, 1998
- Hovory s Janem Werichem Praha, Panorama, 1991
- Humor a koláže Žďár nad Sázavou, Impreso Plus, 1995
- Chvála pohybu Praha, Motto, 2003
- Chvalozpěvy Praha, Brána Euromedia Group – Knižní klub, 2001
- Chvilky s Itálií (společně s Pavlem Koppem) Praha, Panorama, 1988, 2002
- Jablko je vinno Praha, Motto, 1979, 1997
- Jak hledat slunce Praha, Panorama, 1980
- Javorové listy Praha, Olympia, 1968
- Jeden den pouhý jen Praha, Spolek českých bibliofilů, 2000
- Julius a Albert Praha, Československý spisovatel, 1989
- Klaunovy rozpravy: úvahy, fejetony, rozhovory, ankety z let 1956–1986 Praha, Odeon, 1989
- Koláže a hry Praha, Uměleckoprůmyslové muzeum, 1990
- Letostroj pana Maxmiliána Praha, Albatros, 1972
- Listy z Provence Praha, Československý spisovatel, 1971, 2000
- Louka pro dva Praha, Dilia, 1984
- Malá noční inventura (divadelní hra) Praha, Dilia, 1977
- Miloslav Stibor Ostrava, Profil, 1990
- Můj strýček kauboj aneb Rodeo (divadelní hra) Praha, Dilia, 1977
- Muž jménem Juan (divadelní hra) Praha, Dilia, 1993
- Neberme se příliš vážně Žďár nad Sázavou, Impreso Plus, 2002
- Pětatřicet skvělých průvanů: (povídky) Praha, Akropolis, 1998, 2001
- Pohlednice z Benátek Praha, Olympia, 1971
- Poznámky o divadle Praha, Melantrich, 1990
- Rozhodně nesprávné okno (divadelní hra) Praha, Dilia, 1970
- S paní ve spaní: (povídky) Praha, Akropolis, 1999
- Saze na hrušce: vzpomínky nejen na dětství Plzeň, Nava, 1996
- Setkání s Veronikou: Komedie (divadelní hra) Praha, Dilia, 1980
- Slaměný klobouk: volně zpracovaný na motivy komedie Eugéna Labiche (divadelní hra) Praha, Dilia, 1979
- Strašidla Praha, Albatros, 1971
- Trojhlas / Miroslav Horníček, Ilja Hurník, Vladimír Preclík Praha, Melantrich, 1986
- Vyznání: Mariánským lázním v červnu a červnu v Mariánských lázních Praha, Československý spisovatel, 1975
- Zpověď na konci cesty Praha, Formát, 2000

## Diskografie – výběr

### Gramofonové desky

#### s Janem Werichem
- LP Předscény Werich & Horníček – (2 LP) – Supraphon 1990

#### se skupinou Český skiffle
- LP Dobře utajené housle – (2 LP) – Supraphon 1972
- LP Kantor Barnabáš a žáci darebáci – Supraphon 1973
- LP Listy z Provence – Supraphon 1974

#### ostatní
- LP Hovory H – (s Milanem Lasicou a Júliem Satinským) – Supraphon 1970
- LP Staropražské hrací strojky – Supraphon 1974
- LP Zavěste, prosím, volá Semafor – (jako telefonický host Miloslava Šimka) – Supraphon 1974
- LP Jablko je vinno – (autorské dramatizace s Libuší Švormovou) – Supraphon 1977
- LP Chvála pohybu – Supraphon 1978
- LP Je libo dát si víno – Supraphon 1979 (společně s Jiřím Sovákem a Vladimírem Menšíkem a Brněnským rozhlasovým souborem lidových nástrojů)
- LP Obraťte ! Na druhé straně jsem já Miroslav Horníček – Supraphon 1979 (společně s Milošem Kopeckým)
- LP Malá noční rozprava – Supraphon 1986
- LP Herecké historky z hovorů H – Supraphon 1990

## Rozhlasové nahrávky
Český rozhlas připravil řadu nahrávek z Horníčkovy tvorby a u příležitosti 100. výročí jeho narození mu plzeňské regionální studio věnovalo cyklus Čtení na léto 2018.